# Вулиця Володимира Козака (Полтава)

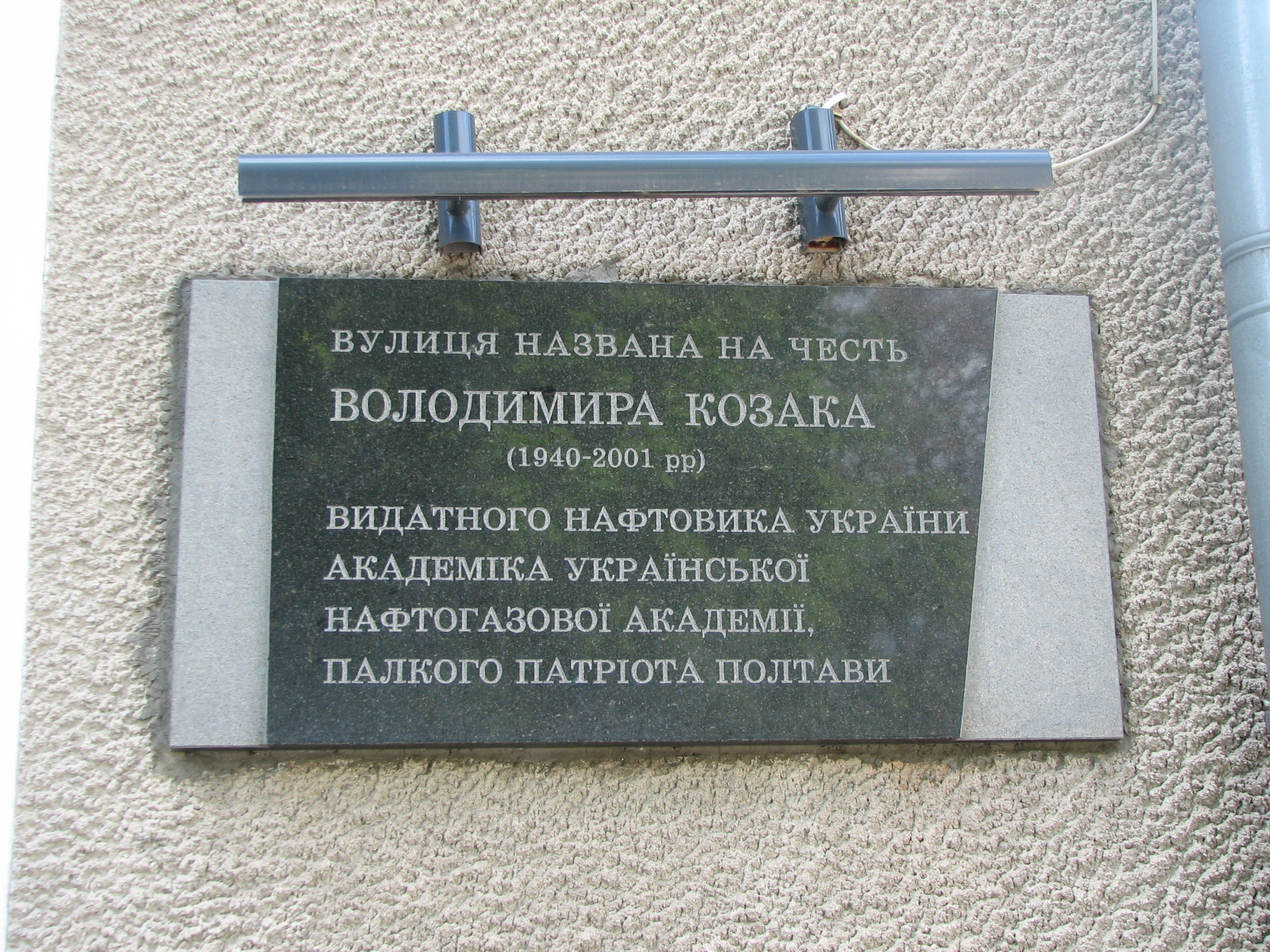
Анотаційна дошка

Вулиця Володимира Козака — одна із вулиць Полтави, знаходиться у Київському районі. Пролягає від вулиці Шолом-Алейхема до вулиці Сковороди. Перейменована в 1923 році на вулицю Карла Маркса, 2000 року перейменовано на В.Козака, історична назва Архієрейська. До вулиці прилучаються Монастирська і В'ячеслава Чорновола.
Прокладена на початку XIX ст. У 1847 році тут завершено спорудження нової резиденції архієрея Полтавської єпархії, закладено сад. 1908 року до двору архієрейського будинку (нині Полтавський військовий шпиталь, В. Козака, 2) була перевезена Св. Покровська церква, фундатором котрої був Петро Калниш. На вулиці Володимира Козака розміщалася також Полтавська духовна консисторія.
На вулиці знаходиться ботанічна пам'ятка природи місцевого значення «Дуби черешчаті».